# Tippeligaen 2015
La Tippeligaen 2015 fue la 70.ª edición de la máxima división del Fútbol de Noruega. La competición comenzó el 6 de abril de 2015, una semana después que en la temporada anterior. Rosenborg se coronó campeón con dos fechas de anticipación. Molde FK eran los campeones defensores.
La liga se disputa por 16 equipos: los 13 mejores equipos de la temporada 2014; los dos equipos que ganaron la promoción directa de la Adeccoligaen 2014, Sandefjord y Tromsø; y Mjøndalen, que ganó la promoción contra el Brann.

## Equipos participantes
| Pos | Descendidos de la Tippeligaen |
| --- | ----------------------------- |
| 14° | SK Brann Bergen               |
| 15° | Sogndal Fotball               |
| 16º | Sandnes Ulf                   |

| Pos | Ascendidos de la Adeccoligaen |
| --- | ----------------------------- |
| 1º  | Sandefjord Fotball            |
| 2º  | Tromsø IL                     |
| 3º  | Mjøndalen IF                  |

| Club                  | Ciudad       | Estadio            | Superficie | Capacidad | Temporada pasada |
| --------------------- | ------------ | ------------------ | ---------- | --------- | ---------------- |
| Aalesunds FK          | Ålesund      | Color Line Stadion | Artificial | 10.778    | 7°               |
| F.K. Bodø/Glimt       | Bodø         | Aspmyra Stadion    | Artificial | 7.400     | 13°              |
| FK Haugesund          | Haugesund    | Haugesund Stadion  | Natural    | 5.000     | 11°              |
| IK Start Kristiansand | Kristiansand | Sør Arena          | Artificial | 14.563    | 12°              |
| Lillestrøm SK         | Lillestrøm   | Åråsen Stadion     | Natural    | 11.637    | 5°               |
| Molde FK              | Molde        | Aker Stadion       | Natural    | 11.800    | 1° Campeón       |
| Mjøndalen IF          | Mjøndalen    | Isachsen Stadion   | Artificial | 4,350     | 3° Adeccoligaen  |
| Odd Grenland BK       | Skien        | Skagerak Arena     | Artificial | 13.500    | 3°               |
| Rosenborg Ballklub    | Trondheim    | Lerkendal Stadion  | Natural    | 21.850    | 2°               |
| Sandefjord Fotball    | Sandefjord   | Komplett.no Arena  | Natural    | 6.000     | 1° Adeccoligaen  |
| Sarpsborg 08 FF       | Sarpsborg    | Sarpsborg Stadion  | Natural    | 5.000     | 8°               |
| Stabæk IF             | Bærum        | Nadderud Stadion   | Natural    | 7.000     | 9°               |
| Strømsgodset IF       | Drammen      | Marienlyst Stadion | Artificial | 7.500     | 4°               |
| Tromsø IL             | Tromsø       | Alfheim Stadion    | Artificial | 6,859     | 2° Adeccoligaen  |
| Vålerenga Oslo IF     | Oslo         | Ullevaal Stadion   | Natural    | 25.572    | 6°               |
| Viking Stavanger FK   | Stavanger    | Viking Stadion     | Natural    | 16.600    | 10°              |

### Distribución geográfica
| Fylke           | Cantidad | Clubes                           |
| --------------- | -------- | -------------------------------- |
| Rogaland        | 3        | FK Haugesund Viking Stavanger FK |
| Møre og Romsdal | 2        | Aalesunds FK Molde FK            |
| Akershus        | 2        | Stabæk IF Lillestrøm SK          |
| Buskerud        | 2        | Strømsgodset IF Mjøndalen IF     |
| Nordland        | 1        | F.K. Bodø/Glimt                  |
| Sør-Trøndelag   | 1        | Rosenborg Ballklub               |
| Telemark        | 1        | Odd Grenland BK                  |
| Østfold         | 1        | Sarpsborg 08 FF                  |
| Vest-Agder      | 1        | IK Start Kristiansand            |
| Oslo            | 1        | Vålerenga Oslo IF                |
| Vestfold        | 1        | Sandefjord Fotball               |
| Troms           | 1        | Tromsø IL                        |

## Modo de disputa
El torneo se disputó mediante el sistema de todos contra todos, donde cada equipo jugó contra los demás dos veces, una como local, y otra como visitante.
Cada equipo recibe tres puntos por partido ganado, un punto en caso de empate, y ninguno si pierde.
Al finalizar el torneo, aquel equipo con mayor cantidad de puntos se consagra campeón y disputa la ronda preliminar de la Liga de Campeones de la UEFA. Los equipos ubicados en la segunda y tercera posición clasifican a la repesca para la Liga Europea de la UEFA. El equipo que ocupe la cuarta posición clasifica la Liga Europea de la UEFA, pero si el campeón de la copa doméstica no está clasificado en los tres primeros de liga el cupo se le otorga este (campeón copa doméstica) y el cuarto lugar pierde su cupo. Los equipos que queden ubicados en las últimas dos posiciones descienden automáticamente a la segunda división, mientras que aquel ubicado en la decimocuarta (14°) posición debe jugar un partido contra un equipo proveniente de la segunda división, donde el ganador disputa la siguiente temporada de la primera división.

## Tabla de posiciones
- Actualizado al 21 de noviembre de 2015.[2]

|                                                      |     | Equipos de fútbol     | PJ | G  | E  | P  | GF | GC | Dif | Pts |  |
| ---------------------------------------------------- | --- | --------------------- | -- | -- | -- | -- | -- | -- | --- | --- |  |
| Ronda preliminar de la Liga de Campeones de la UEFA. | 1.  | Rosenborg Ballklub C  | 30 | 21 | 6  | 3  | 73 | 27 | 46  | 69  |  |
| Repesca para la UEFA Europa League.                  | 2.  | Strømsgodset IF       | 30 | 17 | 6  | 7  | 67 | 44 | 23  | 57  |  |
| Repesca para la UEFA Europa League.                  | 3.  | Stabæk IF             | 30 | 17 | 5  | 8  | 54 | 43 | 11  | 56  |  |
| Liga Europa de la UEFA pendiente de copa doméstica.  | 4.  | Odd Grenland BK       | 30 | 15 | 10 | 5  | 61 | 41 | 20  | 55  |  |
|                                                      | 5.  | Viking Stavanger FK   | 30 | 17 | 2  | 11 | 53 | 39 | 14  | 53  |  |
|                                                      | 6.  | Molde FK              | 30 | 15 | 7  | 8  | 62 | 31 | 31  | 52  |  |
|                                                      | 7.  | Vålerenga Oslo IF     | 30 | 14 | 7  | 9  | 49 | 41 | 8   | 49  |  |
|                                                      | 8.  | Lillestrøm SKNota 1   | 30 | 12 | 9  | 9  | 55 | 53 | 2   | 44  |  |
|                                                      | 9.  | F.K. Bodø/Glimt       | 30 | 12 | 4  | 14 | 53 | 56 | -3  | 40  |  |
|                                                      | 10. | Aalesunds FK          | 30 | 11 | 5  | 14 | 42 | 51 | -15 | 38  |  |
|                                                      | 11. | Sarpsborg 08 FF       | 30 | 8  | 10 | 12 | 37 | 49 | -12 | 34  |  |
|                                                      | 12. | FK Haugesund          | 30 | 8  | 7  | 15 | 33 | 52 | -19 | 31  |  |
|                                                      | 13. | Tromsø IL             | 30 | 7  | 8  | 15 | 36 | 50 | -14 | 29  |  |
| Promoción por la permanencia.                        | 14. | IK Start Kristiansand | 30 | 5  | 7  | 18 | 35 | 64 | -29 | 22  |  |
| Descenso.                                            | 15. | Mjøndalen IF          | 30 | 4  | 9  | 17 | 38 | 69 | -31 | 21  |  |
| Descenso.                                            | 16. | Sandefjord Fotball    | 30 | 4  | 4  | 22 | 36 | 68 | -32 | 16  |  |

|   |         |
| C | Campeón |

|  |                                                      |
|  | Ronda preliminar de la Liga de Campeones de la UEFA. |

|  |                                     |
|  | Repesca para la UEFA Europa League. |

|  |                                                     |
|  | Liga Europa de la UEFA pendiente de copa doméstica. |

|  |                               |
|  | Promoción por la permanencia. |

|  |           |
|  | Descenso. |

### Tabla de Goleadores
Goles Anotados.

| Jugador             | Club                | Anotado | Penalti | Partidos Jugados |
| ------------------- | ------------------- | ------- | ------- | ---------------- |
| Alexander Søderlund | Rosenborg Ballklub  | 22      | 2       | 27               |
| Adama Diomande      | Stabæk IF           | 17      | 2       | 21               |
| Oliver Occéan       | Odd Grenland BK     | 15      | 5       | 27               |
| Ola Kamara          | Molde FK            | 14      | 1       | 29               |
| Trond Olsen         | F.K. Bodø/Glimt     | 13      | 0       | 29               |
| Pål André Helland   | Rosenborg Ballklub  | 13      | 2       | 21               |
| Alexander Sørloth   | F.K. Bodø/Glimt     | 13      | 2       | 26               |
| Leke James          | Aalesunds FK        | 13      | 3       | 29               |
| Mohamed Elyounoussi | Molde FK            | 12      | 0       | 28               |
| Fred Friday         | Lillestrøm SK       | 11      | 0       | 26               |
| Iver Fossum         | Strømsgodset IF     | 11      | 0       | 30               |
| Marcus Pedersen     | Strømsgodset IF     | 11      | 1       | 10               |
| Veton Berisha       | Viking Stavanger FK | 11      | 1       | 14               |
| Erling Knudtzon     | Lillestrøm SK       | 10      | 0       | 29               |
| Ernest Asante       | Stabæk IF           | 10      | 0       | 30               |

## Partidos

### Primera vuelta
| Mjøndalen IF       | 1 - 0 | Viking Stavanger FK | 6 de abril | Isachsen Stadion  |
| Sandefjord Fotball | 3 - 1 | F.K. Bodø/Glimt     | 6 de abril | Komplett.no Arena |
| Tromsø IL          | 0 - 1 | Sarpsborg 08 FF     | 6 de abril | Alfheim Stadion   |
| Stabæk IF          | 1 - 1 | FK Haugesund        | 6 de abril | Nadderud Stadion  |
| Rosenborg Ballklub | 5 - 0 | Aalesunds FK        | 6 de abril | Lerkendal Stadion |
| Vålerenga Oslo IF  | 3 - 1 | Strømsgodset IF     | 6 de abril | Ullevaal Stadion  |

| Molde FK      | 1 - 2 | Odd Grenland BK       | 7 de abril | Aker Stadion   |
| Lillestrøm SK | 0 - 0 | IK Start Kristiansand | 7 de abril | Åråsen Stadion |

| Sarpsborg 08 FF       | 1 - 1 | Vålerenga Oslo IF  | 10 de abril | Sarpsborg Stadion  |
| Strømsgodset IF       | 1 - 1 | Mjøndalen IF       | 11 de abril | Marienlyst Stadion |
| F.K. Bodø/Glimt       | 1 - 3 | Molde FK           | 11 de abril | Aspmyra Stadion    |
| Aalesunds FK          | 1 - 1 | Lillestrøm SK      | 12 de abril | Color Line Stadion |
| FK Haugesund          | 0 - 6 | Rosenborg Ballklub | 12 de abril | Haugesund Stadion  |
| Odd Grenland BK       | 2 - 0 | Stabæk IF          | 12 de abril | Skagerak Arena     |
| IK Start Kristiansand | 2 - 1 | Sandefjord Fotball | 12 de abril | Sør Arena          |
| Viking Stavanger FK   | 3 - 1 | Tromsø IL          | 12 de abril | Viking Stadion     |

| Vålerenga Oslo IF  | 2 - 0 | FK Haugesund          | 17 de abril | Ullevaal Stadion  |
| Mjøndalen IF       | 1 - 1 | IK Start Kristiansand | 18 de abril | Isachsen Stadion  |
| Rosenborg Ballklub | 1 - 1 | Strømsgodset IF       | 18 de abril | Lerkendal Stadion |
| Tromsø IL          | 1 - 1 | Lillestrøm SK         | 19 de abril | Alfheim Stadion   |
| Molde FK           | 5 - 1 | Aalesunds FK          | 19 de abril | Aker Stadion      |
| Stabæk IF          | 1 - 0 | Viking Stavanger FK   | 19 de abril | Nadderud Stadion  |
| F.K. Bodø/Glimt    | 2 - 4 | Odd Grenland BK       | 19 de abril | Aspmyra Stadion   |
| Sandefjord Fotball | 1 - 0 | Sarpsborg 08 FF       | 19 de abril | Komplett.no Arena |

| IK Start Kristiansand | 2 - 3 | Vålerenga Oslo IF  | 24 de abril | Sør Arena          |
| Viking Stavanger FK   | 1 - 4 | Rosenborg Ballklub | 25 de abril | Viking Stadion     |
| Odd Grenland BK       | 2 - 2 | Mjøndalen IF       | 25 de abril | Skagerak Arena     |
| Lillestrøm SK         | 0 - 2 | Stabæk IF          | 26 de abril | Åråsen Stadion     |
| Sarpsborg 08 FF       | 2 - 2 | F.K. Bodø/Glimt    | 26 de abril | Sarpsborg Stadion  |
| FK Haugesund          | 0 - 0 | Molde FK           | 26 de abril | Haugesund Stadion  |
| Strømsgodset IF       | 3 - 2 | Sandefjord Fotball | 26 de abril | Marienlyst Stadion |
| Aalesunds FK          | 0 - 2 | Tromsø IL          | 26 de abril | Color Line Stadion |

| Sarpsborg 08 FF    | 2 - 0 | Odd Grenland BK       | 29 de abril | Sarpsborg Stadion  |
| Molde FK           | 3 - 1 | Strømsgodset IF       | 29 de abril | Aker Stadion       |
| Vålerenga Oslo IF  | 1 - 2 | Aalesunds FK          | 30 de abril | Ullevaal Stadion   |
| F.K. Bodø/Glimt    | 1 - 2 | FK Haugesund          | 30 de abril | Aspmyra Stadion    |
| Mjøndalen IF       | 0 - 4 | Lillestrøm SK         | 30 de abril | Isachsen Stadion   |
| Tromsø IL          | 0 - 2 | Stabæk IF             | 30 de abril | Alfheim Stadion    |
| Rosenborg Ballklub | 3 - 2 | IK Start Kristiansand | 30 de abril | Lerkendal Stadionn |
| Sandefjord Fotball | 1 - 2 | Viking Stavanger FK   | 30 de abril | Komplett.no Arena  |

| Strømsgodset IF       | 1 - 1 | Sarpsborg 08 FF    | 2 de mayo | Marienlyst Stadion |
| FK Haugesund          | 2 - 1 | Sandefjord Fotball | 3 de mayo | Haugesund Stadion  |
| Stabæk IF             | 1 - 0 | Mjøndalen IF       | 3 de mayo | Nadderud Stadion   |
| Odd Grenland BK       | 1 - 2 | Rosenborg Ballklub | 3 de mayo | Skagerak Arena     |
| Lillestrøm SK         | 0 - 0 | Vålerenga Oslo IF  | 3 de mayo | Åråsen Stadion     |
| IK Start Kristiansand | 3 - 1 | Tromsø IL          | 3 de mayo | Sør Arena          |
| Aalesunds FK          | 2 - 0 | F.K. Bodø/Glimt    | 3 de mayo | Color Line Stadion |
| Viking Stavanger FK   | 2 - 1 | Molde FK           | 4 de mayo | Viking Stadion     |

| Mjøndalen IF        | 4 - 3 | Tromsø IL             | 9 de mayo  | Isachsen Stadion  |
| Rosenborg Ballklub  | 2 - 1 | Lillestrøm SK         | 9 de mayo  | Lerkendal Stadion |
| Vålerenga Oslo IF   | 0 - 2 | Stabæk IF             | 9 de mayo  | Ullevaal Stadion  |
| Molde FK            | 4 - 0 | IK Start Kristiansand | 10 de mayo | Aker Stadion      |
| Sarpsborg 08 FF     | 3 - 0 | FK Haugesund          | 10 de mayo | Sarpsborg Stadion |
| Sandefjord Fotball  | 1 - 3 | Aalesunds FK          | 10 de mayo | Komplett.no Arena |
| F.K. Bodø/Glimt     | 3 - 5 | Strømsgodset IF       | 10 de mayo | Aspmyra Stadion   |
| Viking Stavanger FK | 1 - 1 | Odd Grenland BK       | 10 de mayo | Viking Stadion    |

| Mjøndalen IF          | 3 - 2 | Rosenborg Ballklub  | 12 de mayo | Isachsen Stadion   |
| Tromsø IL             | 4 - 5 | Vålerenga Oslo IF   | 12 de mayo | Alfheim Stadion    |
| FK Haugesund          | 0 - 2 | Viking Stavanger FK | 13 de mayo | Haugesund Stadion  |
| IK Start Kristiansand | 1 - 1 | F.K. Bodø/Glimt     | 13 de mayo | Sør Arena          |
| Lillestrøm SK         | 3 - 0 | Molde FK            | 13 de mayo | Åråsen Stadion     |
| Aalesunds FK          | 2 - 2 | Sarpsborg 08 FF     | 13 de mayo | Color Line Stadion |
| Stabæk IF             | 4 - 0 | Sandefjord Fotball  | 13 de mayo | Nadderud Stadion   |
| Odd Grenland BK       | 2 - 0 | Strømsgodset IF     | 13 de mayo | Skagerak Arena     |

| F.K. Bodø/Glimt     | 1 - 0 | Tromsø IL             | 16 de mayo | Aspmyra Stadion    |
| Sarpsborg 08 FF     | 1 - 5 | Lillestrøm SK         | 16 de mayo | Sarpsborg Stadion  |
| Odd Grenland BK     | 0 - 0 | FK Haugesund          | 16 de mayo | Skagerak Arena     |
| Vålerenga Oslo IF   | 4 - 2 | Mjøndalen IF          | 16 de mayo | Ullevaal Stadion   |
| Molde FK            | 3 - 3 | Stabæk IF             | 16 de mayo | Aker Stadion       |
| Rosenborg Ballklub  | 5 - 1 | Sandefjord Fotball    | 16 de mayo | Lerkendal Stadion  |
| Viking Stavanger FK | 1 - 0 | IK Start Kristiansand | 16 de mayo | Viking Stadion     |
| Strømsgodset IF     | 3 - 1 | Aalesunds FK          | 16 de mayo | Marienlyst Stadion |

| Mjøndalen IF          | 0 - 3 | Molde FK            | 22 de mayo | Isachsen Stadion   |
| FK Haugesund          | 4 - 0 | Strømsgodset IF     | 24 de mayo | Haugesund Stadion  |
| Aalesunds FK          | 0 - 4 | Viking Stavanger FK | 25 de mayo | Color Line Stadion |
| Sandefjord Fotball    | 0 - 3 | Vålerenga Oslo IF   | 25 de mayo | Komplett.no Arena  |
| Lillestrøm SK         | 3 - 0 | F.K. Bodø/Glimt     | 25 de mayo | Åråsen Stadion     |
| Stabæk IF             | 2 - 3 | Rosenborg Ballklub  | 25 de mayo | Nadderud Stadion   |
| Tromsø IL             | 2 - 2 | Odd Grenland BK     | 25 de mayo | Alfheim Stadion    |
| IK Start Kristiansand | 1 - 2 | Sarpsborg 08 FF     | 25 de mayo | Sør Arena          |

| Odd Grenland BK     | 1 - 1 | Aalesunds FK          | 29 de mayo | Skagerak Arena     |
| Molde FK            | 6 - 1 | Sandefjord Fotball    | 30 de mayo | Aker Stadion       |
| FK Haugesund        | 0 - 2 | IK Start Kristiansand | 30 de mayo | Haugesund Stadion  |
| Viking Stavanger FK | 3 - 4 | Vålerenga Oslo IF     | 31 de mayo | Viking Stadion     |
| Rosenborg Ballklub  | 1 - 1 | Tromsø IL             | 31 de mayo | Lerkendal Stadion  |
| Strømsgodset IF     | 1 - 0 | Lillestrøm SK         | 31 de mayo | Marienlyst Stadion |
| F.K. Bodø/Glimt     | 5 - 1 | Mjøndalen IF          | 31 de mayo | Aspmyra Stadion    |
| Sarpsborg 08 FF     | 0 - 1 | Stabæk IF             | 31 de mayo | Sør Arena          |

| Tromsø IL             | 2 - 0 | Molde FK            | 5 de junio | Alfheim Stadion    |
| Sandefjord Fotball    | 0 - 1 | Odd Grenland BK     | 6 de junio | Komplett.no Arena  |
| Vålerenga Oslo IF     | 1 - 2 | Rosenborg Ballklub  | 6 de junio | Ullevaal Stadion   |
| Lillestrøm SK         | 8 - 2 | Viking Stavanger FK | 7 de junio | Åråsen Stadion     |
| IK Start Kristiansand | 0 - 1 | Strømsgodset IF     | 7 de junio | Sør Arena          |
| Stabæk IF             | 3 - 2 | F.K. Bodø/Glimt     | 7 de junio | Nadderud Stadion   |
| Mjøndalen IF          | 1 - 1 | Sarpsborg 08 FF     | 7 de junio | Isachsen Stadion   |
| Aalesunds FK          | 2 - 1 | FK Haugesund        | 7 de junio | Color Line Stadion |

| Odd Grenland BK    | 3 - 3 | IK Start Kristiansand | 19 de junio | Skagerak Arena     |
| Sandefjord Fotball | 1 - 1 | Lillestrøm SK         | 20 de junio | Komplett.no Arena  |
| Molde FK           | 0 - 0 | Vålerenga Oslo IF     | 20 de junio | Aker Stadion       |
| F.K. Bodø/Glimt    | 0 - 3 | Viking Stavanger FK   | 21 de junio | Aspmyra Stadion    |
| FK Haugesund       | 1 - 1 | Mjøndalen IF          | 21 de junio | Haugesund Stadion  |
| Aalesunds FK       | 1 - 1 | Stabæk IF             | 21 de junio | Color Line Stadion |
| Strømsgodset IF    | 2 - 1 | Tromsø IL             | 21 de junio | Marienlyst Stadion |
| Sarpsborg 08 FF    | 0 - 2 | Rosenborg Ballklub    | 21 de junio | Sør Arena          |

| IK Start Kristiansand | 3 - 1 | Aalesunds FK       | 27 de junio | Sør Arena         |
| Rosenborg Ballklub    | 1 - 1 | Molde FK           | 27 de junio | Lerkendal Stadion |
| Stabæk IF             | 3 - 2 | Strømsgodset IF    | 27 de junio | Nadderud Stadion  |
| Viking Stavanger FK   | 3 - 1 | Sarpsborg 08 FF    | 28 de junio | Viking Stadion    |
| Lillestrøm SK         | 0 - 0 | Odd Grenland BK    | 28 de junio | Åråsen Stadion    |
| Mjøndalen IF          | 2 - 2 | Sandefjord Fotball | 28 de junio | Isachsen Stadion  |
| Tromsø IL             | 2 - 0 | FK Haugesund       | 28 de junio | Alfheim Stadion   |
| Vålerenga Oslo IF     | 1 - 2 | F.K. Bodø/Glimt    | 28 de junio | Ullevaal Stadion  |

| Sarpsborg 08 FF       | 1 - 4 | Molde FK            | 3 de julio | Sarpsborg st KG    |
| IK Start Kristiansand | 4 - 1 | Stabæk IF           | 4 de julio | Sør Arena          |
| FK Haugesund          | 2 - 2 | Lillestrøm SK       | 4 de julio | Haugesund stadion  |
| Strømsgodset IF       | 4 - 1 | Viking Stavanger FK | 5 de julio | Marienlyst stadion |
| Odd Grenland BK       | 1 - 2 | Vålerenga Oslo IF   | 5 de julio | Skagerak Arena     |
| Aalesunds FK          | 4 - 2 | Mjøndalen IF        | 5 de julio | Color Line Stadion |
| Sandefjord Fotball    | 1 - 1 | Tromsø IL           | 5 de julio | Komplett Arena     |
| F.K. Bodø/Glimt       | 1 - 0 | Rosenborg Ballklub  | 5 de julio | Aspmyra stadion    |

| Molde FK            | 0 - 1 | FK Haugesund          | 10 de julio | Aker stadion      |
| Viking Stavanger FK | 4 - 1 | Aalesunds FK          | 11 de julio | Viking Stadion    |
| Vålerenga Oslo IF   | 2 - 0 | Sandefjord Fotball    | 11 de julio | Ullevaal Stadion  |
| Stabæk IF           | 0 - 0 | Sarpsborg 08 FF       | 12 de julio | Nadderud stadion  |
| Rosenborg Ballklub  | 3 - 0 | Odd Grenland BK       | 12 de julio | Lerkendal stadion |
| Tromsø IL           | 2 - 1 | IK Start Kristiansand | 12 de julio | Alfheim stadion   |
| Mjøndalen IF        | 1 - 2 | F.K. Bodø/Glimt       | 12 de julio | Isachsen Stadion  |
| Lillestrøm SK       | 0 - 1 | Strømsgodset IF       | 12 de julio | Åråsen stadion    |

### Segunda vuelta
| Molde FK | 1 - 2 | F.K. Bodø/Glimt | 18 de julio | Aker stadion |

| IK Start Kristiansand | 0 - 3 | Viking Stavanger FK | 24 de julio | Sparebanken Sør Arena |
| FK Haugesund          | 2 - 2 | Stabæk IF           | 25 de julio | Haugesund stadion     |
| F.K. Bodø/Glimt       | 1 - 0 | Aalesunds FK        | 26 de julio | Aspmyra stadion       |
| Sarpsborg 08 FF       | 2 - 2 | Mjøndalen IF        | 26 de julio | Sarpsborg st KG       |
| Odd Grenland BK       | 3 - 2 | Tromsø IL           | 26 de julio | Skagerak Arena        |
| Sandefjord Fotball    | 1 - 2 | Rosenborg Ballklub  | 26 de julio | Komplett Arena        |
| Vålerenga Oslo IF     | 3 - 1 | Lillestrøm SK       | 27 de julio | Ullevaal Stadion      |

| Viking Stavanger FK | 0 - 1 | FK Haugesund          | 31 de julio | Viking Stadion     |
| Stabæk IF           | 2 - 0 | Vålerenga Oslo IF     | 1 de agosto | Nadderud Stadion   |
| Lillestrøm SK       | 4 - 0 | Sandefjord Fotball    | 2 de agosto | Åråsen Stadion     |
| Aalesunds FK        | 2 - 0 | IK Start Kristiansand | 2 de agosto | Color Line Stadion |
| Tromsø IL           | 0 - 6 | Strømsgodset IF       | 2 de agosto | Alfheim Stadion    |
| Mjøndalen IF        | 3 - 6 | Odd Grenland BK       | 2 de agosto | Isachsen Stadion   |
| Rosenborg Ballklub  | 3 - 2 | Sarpsborg 08 FF       | 2 de agosto | Lerkendal Stadion  |

| Sandefjord Fotball | 2 - 1 | Mjøndalen IF          | 7 de agosto | Komplett.no Arena  |
| Vålerenga Oslo IF  | 1 - 0 | Tromsø IL             | 7 de agosto | Ullevaal Stadion   |
| Sarpsborg 08 FF    | 0 - 2 | Viking Stavanger FK   | 8 de agosto | Sarpsborg Stadion  |
| FK Haugesund       | 3 - 1 | Aalesunds FK          | 9 de agosto | Haugesund Stadion  |
| F.K. Bodø/Glimt    | 5 - 1 | IK Start Kristiansand | 9 de agosto | Aspmyra Stadion    |
| Strømsgodset IF    | 0 - 2 | Stabæk IF             | 9 de agosto | Marienlyst Stadion |
| Odd Grenland BK    | 2 - 2 | Molde FK              | 9 de agosto | Skagerak Arena     |
| Lillestrøm SK      | 2 - 3 | Rosenborg Ballklub    | 9 de agosto | Åråsen Stadion     |

| Aalesunds FK          | 2 - 1 | Strømsgodset IF    | 14 de agosto | Color Line Stadion |
| Viking Stavanger FK   | 2 - 1 | F.K. Bodø/Glimt    | 15 de agosto | Viking Stadion     |
| Molde FK              | 0 - 0 | Sarpsborg 08 FF    | 15 de agosto | Aker Stadion       |
| Mjøndalen IF          | 2 - 1 | FK Haugesund       | 16 de agosto | Isachsen Stadion   |
| Stabæk IF             | 2 - 1 | Lillestrøm SK      | 16 de agosto | Nadderud Stadion   |
| IK Start Kristiansand | 0 - 4 | Odd Grenland BK    | 16 de agosto | Sør Arena          |
| Rosenborg Ballklub    | 2 - 0 | Vålerenga Oslo IF  | 16 de agosto | Lerkendal Stadion  |
| Tromsø IL             | 1 - 1 | Sandefjord Fotball | 16 de agosto | Alfheim Stadion    |

| Lillestrøm SK      | 2 - 0 | Tromsø IL             | 21 de agosto | Åråsen Stadion     |
| Sandefjord Fotball | 2 - 4 | Stabæk IF             | 22 de agosto | Komplett.no Arena  |
| Odd Grenland BK    | 1 - 0 | Viking Stavanger FK   | 23 de agosto | Skagerak Arena     |
| FK Haugesund       | 2 - 4 | F.K. Bodø/Glimt       | 23 de agosto | Haugesund Stadion  |
| Sarpsborg 08 FF    | 3 - 1 | Aalesunds FK          | 23 de agosto | Sarpsborg Stadion  |
| Rosenborg Ballklub | 1 - 0 | Mjøndalen IF          | 23 de agosto | Lerkendal Stadion  |
| Strømsgodset IF    | 2 - 1 | IK Start Kristiansand | 23 de agosto | Marienlyst Stadion |
| Vålerenga Oslo IF  | 0 - 1 | Molde FK              | 23 de agosto | Ullevaal Stadion   |

| Aalesunds FK          | 2 - 0 | Vålerenga Oslo IF  | 28 de agosto | Color Line Stadion |
| Viking Stavanger FK   | 2 - 0 | Sandefjord Fotball | 29 de agosto | Viking Stadion     |
| Molde FK              | 2 - 2 | Lillestrøm SK      | 30 de agosto | Aker Stadion       |
| Tromsø IL             | 1 - 1 | Rosenborg Ballklub | 30 de agosto | Alfheim Stadion    |
| Stabæk IF             | 1 - 2 | Odd Grenland BK    | 30 de agosto | Nadderud Stadion   |
| IK Start Kristiansand | 1 - 3 | FK Haugesund       | 30 de agosto | Sør Arena          |
| F.K. Bodø/Glimt       | 3 - 1 | Sarpsborg 08 FF    | 30 de agosto | Aspmyra Stadion    |
| Mjøndalen IF          | 2 - 4 | Strømsgodset IF    | 30 de agosto | Isachsen Stadion   |

| Strømsgodset IF    | 5 - 0 | FK Haugesund          | 11 de septiembre | Marienlyst Stadion |
| Sandefjord Fotball | 2 - 4 | Molde FK              | 12 de septiembre | Komplett.no Arena  |
| Vålerenga Oslo IF  | 2 - 4 | Viking Stavanger FK   | 13 de septiembre | Ullevaal Stadionn  |
| Odd Grenland BK    | 2 - 1 | F.K. Bodø/Glimt       | 13 de septiembre | Skagerak Arena     |
| Sarpsborg 08 FF    | 3 - 1 | IK Start Kristiansand | 13 de septiembre | Sarpsborg Stadion  |
| Tromsø IL          | 0 - 0 | Mjøndalen IF          | 13 de septiembre | Alfheim Stadion    |
| Rosenborg Ballklub | 1 - 0 | Stabæk IF             | 13 de septiembre | Lerkendal Stadion  |
| Lillestrøm SK      | 5 - 1 | Aalesunds FK          | 13 de septiembre | Åråsen Stadion     |

| Viking Stavanger FK   | 1 - 1 | Strømsgodset IF    | 18 de septiembre | Viking Stadion     |
| Stabæk IF             | 2 - 1 | Tromsø IL          | 19 de septiembre | Nadderud Stadion   |
| IK Start Kristiansand | 0 - 0 | Lillestrøm SK      | 19 de septiembre | Sør Arena          |
| FK Haugesund          | 1 - 1 | Sarpsborg 08 FF    | 20 de septiembre | Haugesund Stadion  |
| Aalesunds FK          | 1 - 3 | Odd Grenland BK    | 20 de septiembre | Color Line Stadion |
| F.K. Bodø/Glimt       | 2 - 1 | Sandefjord Fotball | 20 de septiembre | Aspmyra Stadion    |
| Molde FK              | 1 - 0 | Rosenborg Ballklub | 20 de septiembre | Aker Stadion       |
| Mjøndalen IF          | 0 - 1 | Vålerenga Oslo IF  | 20 de septiembre | Isachsen Stadion   |

| Strømsgodset IF | 1 - 0 | Molde FK | 23 de septiembre | Marienlyst Stadion |

| Vålerenga Oslo IF  | 1 - 1 | IK Start Kristiansand | 25 de septiembre | Ullevaal Stadion   |
| Lillestrøm SK      | 3 - 0 | Mjøndalen IF          | 26 de septiembre | Åråsen Stadion     |
| Strømsgodset IF    | 3 - 1 | F.K. Bodø/Glimt       | 26 de septiembre | Marienlyst Stadion |
| Tromsø IL          | 1 - 1 | Aalesunds FK          | 27 de septiembre | Alfheim Stadion    |
| Rosenborg Ballklub | 2 - 0 | Viking Stavanger FK   | 27 de septiembre | Lerkendal Stadion  |
| Odd Grenland BK    | 1 - 1 | Sarpsborg 08 FF       | 27 de septiembre | Skagerak Arena     |
| Sandefjord Fotball | 0 - 1 | FK Haugesund          | 27 de septiembre | Komplett.no Arena  |
| Stabæk IF          | 1 - 0 | Molde FK              | 27 de septiembre | Nadderud Stadion   |

| F.K. Bodø/Glimt       | 1 - 1 | Vålerenga Oslo IF  | 2 de octubre | Aspmyra Stadion    |
| Mjøndalen IF          | 1 - 4 | Stabæk IF          | 3 de octubre | Isachsen Stadion   |
| Sarpsborg 08 FF       | 1 - 6 | Strømsgodset IF    | 3 de octubre | Sarpsborg Stadion  |
| Viking Stavanger FK   | 1 - 0 | Lillestrøm SK      | 4 de octubre | Viking Stadion     |
| Molde FK              | 4 - 0 | Tromsø IL          | 4 de octubre | Aker Stadion       |
| IK Start Kristiansand | 0 - 4 | Rosenborg Ballklub | 4 de octubre | Sør Arena          |
| FK Haugesund          | 1 - 2 | Odd Grenland BK    | 4 de octubre | Haugesund Stadion  |
| Aalesunds FK          | 2 - 1 | Sandefjord Fotball | 4 de octubre | Color Line Stadion |

| Strømsgodset IF    | 2 - 1 | Odd Grenland BK       | 16 de octubre | Marienlyst Stadion |
| Sandefjord Fotball | 4 - 1 | IK Start Kristiansand | 17 de octubre | Komplett.no Arena  |
| Stabæk IF          | 1 - 4 | Aalesunds FK          | 17 de octubre | Nadderud Stadion   |
| Tromsø IL          | 3 - 1 | Viking Stavanger FK   | 18 de octubre | Alfheim Stadion    |
| Rosenborg Ballklub | 1 - 1 | F.K. Bodø/Glimt       | 18 de octubre | Lerkendal Stadion  |
| Vålerenga Oslo IF  | 3 - 1 | Sarpsborg 08 FF       | 18 de octubre | Ullevaal Stadion   |
| Lillestrøm SK      | 2 - 0 | FK Haugesund          | 18 de octubre | Åråsen Stadion     |
| Molde FK           | 3 - 1 | Mjøndalen IF          | 18 de octubre | Aker Stadion       |

| IK Start Kristiansand | 1 - 1 | Mjøndalen IF       | 23 de octubre | Sør Arena          |
| Sarpsborg 08 FF       | 1 - 0 | Tromsø IL          | 24 de octubre | Sarpsborg Stadion  |
| FK Haugesund          | 0 - 1 | Vålerenga Oslo IF  | 24 de octubre | Haugesund Stadion  |
| F.K. Bodø/Glimt       | 0 - 3 | Lillestrøm SK      | 25 de octubre | Aspmyra Stadion    |
| Viking Stavanger FK   | 2 - 1 | Stabæk IF          | 25 de octubre | Viking Stadion     |
| Odd Grenland BK       | 4 - 3 | Sandefjord Fotball | 25 de octubre | Skagerak Arena     |
| Strømsgodset IF       | 3 - 3 | Rosenborg Ballklub | 25 de octubre | Marienlyst Stadion |
| Aalesunds FK          | 1 - 2 | Molde FK           | 25 de octubre | Color Line Stadion |

| Tromsø IL          | 3 - 1 | F.K. Bodø/Glimt       | 1 de noviembre | Alfheim Stadion   |
| Lillestrøm SK      | 4 - 1 | Sarpsborg 08 FF       | 1 de noviembre | Åråsen Stadion    |
| Rosenborg Ballklub | 4 - 3 | FK Haugesund          | 1 de noviembre | Lerkendal Stadion |
| Mjøndalen IF       | 1 - 2 | Aalesunds FK          | 1 de noviembre | Isachsen Stadion  |
| Stabæk IF          | 3 - 2 | IK Start Kristiansand | 1 de noviembre | Nadderud Stadion  |
| Vålerenga Oslo IF  | 2 - 2 | Odd Grenland BK       | 1 de noviembre | Ullevaal Stadion  |
| Sandefjord Fotball | 1 - 2 | Strømsgodset IF       | 1 de noviembre | Komplett.no Arena |
| Molde FK           | 4 - 1 | Viking Stavanger FK   | 1 de noviembre | Aker Stadion      |

| F.K. Bodø/Glimt       | 6 - 1 | Stabæk IF          | 8 de noviembre | Aspmyra Stadion    |
| Sarpsborg 08 FF       | 2 - 1 | Sandefjord Fotball | 8 de noviembre | Sarpsborg Stadion  |
| FK Haugesund          | 0 - 1 | Tromsø IL          | 8 de noviembre | Haugesund Stadion  |
| Viking Stavanger FK   | 3 - 1 | Mjøndalen IF       | 8 de noviembre | Viking Stadion     |
| Odd Grenland BK       | 5 - 0 | Lillestrøm SK      | 8 de noviembre | Skagerak Arena     |
| Aalesunds FK          | 0 - 1 | Rosenborg Ballklub | 8 de noviembre | Color Line Stadion |
| IK Start Kristiansand | 0 - 3 | Molde FK           | 8 de noviembre | Sør Arena          |
| Strømsgodset IF       | 2 - 2 | Vålerenga Oslo IF  | 8 de noviembre | Marienlyst Stadion |

- Horarios en hora local UTC+1.[5]